# Катарма (река)
Катарма (мат. Katərma — «еловая [река]») — река в Нижнеудинском районе Иркутской области России.
Название реки, предположительно, происходит от маторского kat (kāt) — «ель» и топоформанта -rma.
Длина — 88 км. Исток расположен в районе границы Нижнеудинского, Тайшетского и Чунского районов на высоте примерно 427 метров над уровнем моря. Течёт в юго-восточном направлении, несколько раз меняя его с южного на восточное. После впадения реки Макотиха течёт преимущественно на восток, ближе к устью поворачивает на северо-восток. Впадает с левого берега в Уду, абсолютная высота устья — 282 метра.
Река сильно меандрирует на всём протяжении. Долина реки заболочена, в отдельных местах сильно, покрыта лесами, основные породы деревьев — сосна, берёза, лиственница, осина.
Вблизи реки расположены населённые пункты (от истока): село Катарма (правый берег), деревня Гродинск (левый берег), менее чем в километре — населённый пункт Новогродинск. Ранее в трёх километрах от устья, на левом берегу реки также располагался исчезнувший ныне населённый пункт Катарминомайск.

## Притоки (км от устья)
- ручей Паклин (лв)
- ручей Гаврилюковский (лв)
- ручей Гавриликовский (пр)
- ручей Берёзовый (лв)
- 24 км: река Галярма (лв)
- ручей Ромашкин (лв)
- ручей Крестовка (пр)
- 42 км: река Макотиха (пр)
- 46 км: река Медведка 1-я (лв)
- 48 км: река Медведка 2-я (лв)
- 50 км: река Куйтулунка (пр)
- ручей Оленевый (пр)
- 56 км: река без названия (лв)
- 58 км: река Такта-Туй (лв)
- ручей Берёзовый (пр)
- 68 км: река Бологота (лв)[3][4][5][6].